# Пустыня (Аватар: Легенда об Аанге)
«Пустыня» (англ. The Desert) — одиннадцатый эпизод второго сезона американского мультсериала «Аватар: Легенда об Аанге».

## Сюжет
Аанг невероятно зол из-за того, что Аппу похитили, и срывается на друзей. Он улетает искать бизона, а команда отправляется по пустыне до Ба-Синг-Се. Зуко и Айро скачут на лошади и делают перерыв. Они сталкиваются со «старыми друзьями» дяди Айро — полковником Монке и его солдатами, которые хотят их арестовать. Дядя и племянник отбиваются от них и скрываются на коне. Зуко спрашивает, все ли друзья дяди Айро хотят убить его, и тогда у последнего появляется идея. Идя по пустыне, Тоф просит Катару попить, и та даёт им болотной воды. Сокка видит кактус и выпивает его сок, начиная видеть галлюцинации. Аватар не находит Аппу и в гневе бьёт по песку шестом, образовывая песчаную бурю, похожую на гриб, как отмечает Сокка. Мастер Ю и Ксин Фу узнают в деревне, что Тоф была там и пошла в пустыню, а потом видят Зуко и Айро, которые находятся в розыске. Они решают временно оставить поиски девочки и получить за них награду.
Вечером Аанг возвращается к друзьям без Аппы. Они продолжают путь, а после делают остановку на отдых, чтобы продолжить позже. Катара ориентируется по карте звёзд, которую забрал Сокка из библиотеки. В харчевне Айро идёт играть в Пай Шо с другим стариком, а Ксин Фу жаждет напасть на них, но мастер Ю отговаривает его, чтобы другие бедняки не узнали о награде за этих «беженцев». Айро применяет тактику Белого лотоса при игре, и его соперник по игре Фунг также оказывается из этого ордена. Ксин Фу не выдерживает и идёт к ним, и тогда Фунг привлекает внимание остальных посетителей бара, чтобы выиграть время для ухода. Пока Ксин Фу и мастер Ю разбираются с посетителями, Зуко, Айро и Фунг уходят. Тем временем команда Аватара видит у луны силуэт, похожий на Аппу, но это оказывается лишь облако. Катара просит Аанга добыть из него воду, но её оказывается немного, и Аватар снова срывается на друзей. Идя дальше, Тоф натыкается на зарытую в песке лодку. Она принадлежит пустынному народу, и Катара обнаруживает на ней компас, по направлению которого собирается двигаться. Она просит Аанга поднять ветер, чтобы поехать на лодке.
Фунг приводит Зуко и Айро в свою цветочную лавку. Дядя Айро с товарищем по ордену входят в комнату Белого лотоса, оставляя Зуко за дверью, потому что он не является членом ордена. Команда Аватара на лодке приближается к скале. Они заходят в пещеру, где сталкиваются с гигантскими пчёлами. Последние хватают Момо, и Аанг летит за ними. Он спасает лемура, а затем пчёл прогоняют пустынные люди. Айро выходит из комнаты и говорит племяннику, что они идут в Ба-Синг-Се, где залягут на дно среди других беженцев. Помощник Фунга сообщает, что их фальшивые паспорта готовы, а также предупреждает о незнакомцах (Ксин Фу и мастер Ю), которые расспрашивают про Зуко и Айро на улицах. Тоф узнаёт голос Гашиуна, сына Ша-Мо, который не подозревает о том, что сделал его сын, и понимает, что это он украл Аппу. Аанг очень злится и громит лодки пустынных людей, спрашивая, где его бизон. Ксин Фу и мастер Ю врываются в лавку Фунга и спрашивают о беженцах. Первый проверяет тайную комнату, но там никого нет. Они решают вернуться к основной миссии по поимке Тоф, а Зуко и дядя Айро уезжают, спрятавшись в цветочных горшках. Команда узнаёт, что Гашиун продал Аппу на рынке, и он наверняка уже в Ба-Синг-Се. Услышав от Тоф, что парень надел на Аппу намордник, Аанг входит в состояние Аватара и образует мощную бурю, но его успокаивает Катара.

## Отзывы

Динамика оценок IGN к эпизодам 2 сезона мультсериала

Макс Николсон из IGN поставил эпизоду оценку 8 из 10 и написал, что «хотя фактическое блуждание по пустыне было немного утомительным, внутреннее переживание Аанга из-за потери Аппы в предыдущем эпизоде создало хороший эмоциональный конфликт и образовало некоторые трения в команде». Финал серии критик назвал «одним из величайших моментов эпизода, когда Аанг потерял контроль над своими эмоциями и вошёл в состояние Аватара», добавив, что последовавшее объятие Катары «продемонстрировало её неразрывную связь с Аангом». В конце рецензент написал, что «путешествие Айро и Зуко оказалось немного интереснее, чем пустыня, по крайней мере, с точки зрения развития сюжета», отметив введение ордена Белого лотоса — тайного общества, «выходящего за пределы границ между странами», в котором «Айро был Великим магистром».
Хайден Чайлдс из The A.V. Club написал, что «„Пустыня“ под режиссурой неизменно превосходной Лорен Макмаллан на самом деле повышает кинематографические ставки по сравнению с „Одиноким Зуко“». Критик отметил, что «ощущение пространства и времени в этом эпизоде блестяще точны, а ракурсы камеры, кинематография и монтаж подчёркивают, что это одна из самых психологически насыщенных серий „Аватара“». Рецензент написал, что «скорбящий Аанг вполне способен быть капризным ребёнком», а Катару назвал «сердцем группы», которое спасает друзей «несмотря на все трудности» и «настолько чисто любит Аанга, что может остудить его гнев с помощью столь необходимых объятий».